# Mohamed Ihab
Mahmoud Mohamed Ihab Youssef Ahmed (* 21. November 1989 in Faijum) ist ein ägyptischer Gewichtheber. Er gewann bei den Olympischen Spielen 2016 in Rio de Janeiro die Bronzemedaille im Mittelgewicht. 2017 wurde er in Anaheim in derselben Gewichtsklasse Weltmeister im Zweikampf, im Reißen und im Stoßen.

## Werdegang
Mohamed Ihab wuchs in dem ca. 100 km südlich von Kairo gelegenen Faijum auf. Sein Vater war schon Gewichtheber und animierte seinen Sohn Mohamed, ebenfalls diesen Sport zu betreiben. In seinen Schülerjahren betrieb Mohamed Ihab daneben auch noch Ringen. Bald stellte sich jedoch sein größeres Talent für das Gewichtheben heraus und er konzentrierte sich auf diesen Sport. Mit fünfzehneinhalb Jahren wurde er in das Nachwuchs-Nationalteam Ägyptens aufgenommen.
Mit knapp 18 Jahren startete er erstmals bei einer internationalen Meisterschaft, der Junioren-Weltmeisterschaft in Prag. Er war damals noch sehr leicht und startete im Bantamgewicht, der Gewichtsklasse bis 56 kg Körpergewicht. Mit seiner Leistung von 238 kg (105–133) erzielte er den 5. Platz. Bei der Junioren-Weltmeisterschaft 2008 kam er im Federgewicht (bis 62 kg) auf 272 kg (123–149) und gewann damit die Silbermedaille.
2009 wurde Mohamed Ihab gleich bei vier internationalen Meisterschaften eingesetzt. Bei der Junioren-Weltmeisterschaft in Bukarest erzielte er im Federgewicht 284 kg (128–156), die zum 4. Platz reichten. Danach wurde er sowohl afrikanischer Meister bei den Senioren als auch bei den Junioren. Beide Male erzielte er dabei im Zweikampf 275 kg (125–150). Bei der Weltmeisterschaft in Goyang, bei der er erstmals bei den Senioren dabei war, hob er im Zweikampf 280 kg (126–154) und erreichte damit den 12. Platz.
Sein nächster Start bei einer internationalen Meisterschaft war erst wieder im Jahre 2011. Bei der Sommer-Universiade in Shenzen erreichte er im Federgewicht 282 kg (127–155) und verpasste mit dem 4. Platz knapp die Medaillenränge.
Im Frühjahr 2012 wurde Mohamed Ihab des Dopings überführt und für zwei Jahre gesperrt. Dadurch verpasste er die Teilnahme an den Olympischen Spielen 2012 in London und bei der Weltmeisterschaft 2013.
2014 kam er zurück und wurde bei der Weltmeisterschaft in Almaty im Leichtgewicht mit einer Leistung von 334 kg (152–182) Vize-Weltmeister im Zweikampf und im Stoßen. Im Reißen kam er auf den 3. Platz. Auch bei der Weltmeisterschaft 2015 in Houston, bei der er im Mittelgewicht startete, wurde er mit 363 kg (162–201) Vize-Weltmeister im Zweikampf und im Stoßen.
Bei den Olympischen Spielen 2016 in Rio de Janeiro erzielte Mohamed Ihab im Zweikampf 361 kg (165–196) und gewann damit hinter Nischat Rachimow aus Kasachstan, 379 kg (165–214) und Lu Xiaojun, China, 379 kg (177–202) die Bronzemedaille. Medaillen in den Einzeldisziplinen Reißen und Stoßen werden bei Olympischen Spielen nicht vergeben.
2017 wurde er Afrikameister in der Gewichtsklasse bis 85 kg mit einer Leistung von 348 (158–190). Bei der Weltmeisterschaft dieses Jahres in Anaheim gelang ihm dann der größte Erfolg in seiner Gewichtheberlaufbahn, denn er wurde dort im Mittelgewicht Weltmeister mit einer Zweikampfleistung von 361 kg (165–196). Auch in den Einzeldisziplinen Reißen und Stoßen gewann er die Goldmedaille.
Eine erneute Analyse seiner Dopingprobe von den Olympischen Spielen 2016 im Jahr 2024 fiel positiv aus.

## Internationale Erfolge
| Jahr | Platz  | Wettbewerb                             | Gewichtsklasse | Ergebnisse |
| 2007 | 5.     | Junioren-WM in Prag                    | Bantam         | mit 238 kg (105–133); Sieger: Eko Yuli Irawan, Indonesien, 273 kg (120–153)                                                    |
| 2008 | 2.     | Junioren-WM in Cali                    | Feder          | mit 272 kg (123–149), hinter Junior Antonio Sanchez Rivero, Venezuela, 278 kg (128–150)                                        |
| 2009 | 4.     | Junioren-WM in Bukarest                | Feder          | mit 284 kg (128–156); Sieger: Eko Yuli Irawan, 297 kg (136–161)                                                                |
| 2009 | 1.     | Afrikameisterschaft                    | Feder          | mit 275 kg (125–150), vor Wowhail Mairif, Algerien, 245 kg (110–135)                                                           |
| 2009 | 1.     | Afrik. Juniorenmeisterschaft           | Feder          | mit 275 kg (125–150), vor Joseph Ekami Belinga, Kamerun, 240 kg (110–130)                                                      |
| 2009 | 12.    | WM in Goyang                           | Feder          | mit 280 kg (126–154); Sieger: Ding Jiangjun, China, 316 kg (146–170), vor Eko Yuli Irawan, 315 kg (140–175)                    |
| 2011 | 4.     | Sommer-Universiade in Shenzen          | Feder          | mit 282 kg (127–155); Sieger: Eko Yuli Irawan, 310 kg (140–170)                                                                |
| 2014 | 2.     | WM in Almaty                           | Leicht         | mit 334 kg (152–182), hinter Liao Hui, China, 359 kg (166–193), vor Kim Myong-hyok, Nordkorea, 334 kg (152–182)                |
| 2015 | 2.     | WM in Houston                          | Mittel         | mit 363 kg (162–201), hinter Nischat Rachimow, Kasachstan, 372 kg (165–207), vor Andrak Karapetjan, Armenien, 363 kg (167–196) |
| 2016 | Bronze | OS in Rio de Janeiro                   | Mittel         | mit 361 kg (165–196), hinter Nischat Rachimow, 379 kg (165–214) und Lu Xiaojun, China, 379 kg (177–202)                        |
| 2016 | 2.     | Intern. Qatar-Cup                      | Leichtschwer   | mit 343 kg (156–187), hinter Hassouna Fares, Qatar, 352 kg (157–195)                                                           |
| 2017 | 1.     | Islamische Solidaritäts-Spiele in Baku | Mittel         | mit 348 kg (158–190), vor Ahmed Farooq Ghulam Al-Hussein, Irak, 320 kg (141–179)                                               |
| 2017 | 1.     | Afrikameisterschaft                    | Leichtschwer   | mit 348 kg (158–190), vor Wajih Tlili, Tunesien, 313 kg (146–167)                                                              |
| 2017 | 1.     | WM in Anaheim                          | Mittel         | mit 361 kg (165–196), vor Rejepbay Rejepow, Turkmenistan, 352 kg (158–194)                                                     |

Erläuterungen
- alle Wettkämpfe im olympischen Zweikampf, bestehend aus beidarmigem Reißen und Stoßen
- OS = Olympische Spiele, WM = Weltmeisterschaft
- Bantamgewicht bis 56 kg, Federgewicht bis 62 kg, Leichtgewicht, bis 69 kg, Mittelgewicht bis 77 kg und Leichtschwergewicht bis 85 kg Körpergewicht